# Daylight Dies
I Daylight Dies sono una melodic death metal/doom metal band statunitense proveniente da Raleigh, Carolina del Nord. Il loro sound si focalizza su melodie oscure e melanconiche, tendenti all'introspezione.

## Storia
Il gruppo si forma nel 1996 ad opera di Barre Gambling e Jesse Haff; viene riconosciuto fin dall'inizio come una delle prime realtà musicali statunitensi a richiamare con forza e preponderanza le tipiche sonorità del metal scandinavo.
Il primo demo inciso dalla band fu Idle, per la Tribunal Records (2000), realizzato con il cantante originario del gruppo Guthrie Iddings. Nel 2001 entrò a far parte dei Daylight Dies, in qualità di bassista Egan O'Rourke.
Nel 2002 la band firmò per la Relapse Records ed incise il primo full length album No Reply; l'anno successivo parteciparono ad un tour in giro per l'Europa insieme ai Katatonia e, negli Stati Uniti e nel Canada, insieme ai Lacuna Coil.
Dopo la serie di concerti il cantante Guthrie Iddings lasciò il gruppo e fu rimpiazzato da Nathan Ellis; Charley Shackelford fece anche il suo ingresso come secondo chitarrista. Nel tardo 2005 i Daylight Dies firmarono un contratto con la Candlelight Records e nel marzo 2006 pubblicarono l'album Dismantling Devotion. La band ha poi sostenuto un tour con i Moonspell e i Katatonia e una serie di concerti con gli Emperor. Nel dicembre 2007 i Daylight Dies sono entrati in studio per registrare il loro terzo full-length Lost To The Living, pubblicato poi il 24 giugno 2008.

## Formazione
- Nathan Ellis - voce
- Barre Gambling - chitarra elettrica e acustica
- Charley Shackelford - chitarra elettrica
- Egan O'Rourke - basso e voce pulita
- Jesse Haff - batteria

## Discografia

### Demo
- 1999 - The Long Forgotten Demo
- 2000 - IDLE

### Album in studio
- 2002 - No Reply
- 2006 - Dismantling Devotion
- 2008 - Lost to the Living
- 2012 - A Frail Becoming

### Live
- 2005 - Live at the Contamination Festival